# ジョン・コールドウェル (ケンタッキー州副知事)
ジョン・コールドウェル（John Caldwell, 1757年 - 1804年11月19日）は、アメリカ合衆国の政治家。ケンタッキー州上院議員、ケンタッキー州副知事を歴任。

## 生涯
1792年、ケンタッキー州上院議員に選出。1804年、第2代ケンタッキー州副知事に選出。1804年の上院主宰中に、「脳の炎症」（発作と推定）により死去。
ケンタッキー州コールドウェル郡は、彼にちなんで名づけられた。